# Patinaj viteză la Jocurile Olimpice de iarnă din 2018 - 5.000 metri (feminin)
Proba de patinaj viteză 5.000 metri feminin de la Jocurile Olimpice de iarnă din 2018 de la Pyeongchang, Coreea de Sud a avut loc pe 16 februarie 2018 la Gangneung Oval, Gangneung.

## Program
Orele sunt orele Coreei de Sud (ora României + 7 ore).
| Dată         | Ora         | Rundă  |
| ------------ | ----------- | ------ |
| 16 februarie | 20:00–21:30 | Finală |

## Rezultate
Proba a început la ora 20:00.
| Loc | Pereche | Pistă | Nume                   | Țară                         | Timp    | În plus |
| --- | ------- | ----- | ---------------------- | ---------------------------- | ------- | ------- |
| 1   | 4       | E     | Esmee Visser           | Olanda                       | 6:50,23 | –       |
| 2   | 6       | E     | Martina Sáblíková      | Cehia                        | 6:51,85 | +1,62   |
| 3   | 6       | I     | Natalya Voronina       | Sportivii Olimpici ai Rusiei | 6:53,98 | +3,75   |
| 4   | 1       | I     | Annouk van der Weijden | Olanda                       | 6:54,17 | +3,94   |
| 5   | 5       | I     | Ivanie Blondin         | Canada                       | 6:59,38 | +9,15   |
| 6   | 3       | E     | Isabelle Weidemann     | Canada                       | 6:59,88 | +9,65   |
| 7   | 1       | E     | Maryna Zuyeva          | Belarus                      | 7:04,41 | +14,18  |
| 8   | 5       | E     | Claudia Pechstein      | Germania                     | 7:05,43 | +15,20  |
| 9   | 4       | I     | Misaki Oshigiri        | Japonia                      | 7:07,71 | +17,48  |
| 10  | 2       | I     | Jelena Peeters         | Belgia                       | 7:10,26 | +20,03  |
| 11  | 2       | E     | Carlijn Schoutens      | Statele Unite ale Americii   | 7:13,28 | +23,05  |
| 12  | 3       | I     | Nana Takagi            | Japonia                      | 7:17,45 | +27,22  |